# Igor Lopatin
Igor Konstantinovitsj Lopatin (Russisch: Лопатин, Игорь Константинович) (Poltava, 13 november 1923 - Wit-Rusland, 15 juni 2012) was een Oekraïens entomoloog. 
Lopatin werd geboren op 13 november 1923 in Poltava, Oekraïense SSR. Hij studeerde biologie aan de Universiteit van Charkov, en later entomologie. In 1950 promoveerde hij op het onderwerp Chrysomelidae van de zuidelijke Zadneprovye. In 1965 kwalificeerde hij als professor in de biologische wetenschappen. Hij werkte aan het Zoölogisch Instituut van de Academie van Wetenschappen van de USSR in Leningrad en vanaf 1966 aan de Wit-Russische Staatsuniversiteit in Minsk. Zijn specialisme op het gebied van de entomologie waren de kevers (coleoptera) en vooral de bladhaantjes (Chrysomelidae), hij beschreef veel soorten, nieuw voor de wetenschap. Hij concentreerde zich op de studie van de insectenfauna van Centraal-Azië en ondernam meer dan 10 expedities naar alle Centraal-Aziatische republieken van de Karakum-woestijn tot de hoge bergen van de Pamir. Hij was auteur van meer dan 200 publicaties, waaronder boeken, studieboeken en monografieën.  
- Bibliothèque nationale de France: cb15072423j (data)
- Gemeinsame Normdatei: 1158405650
- International Standard Name Identifier: 0000 0001 1160 5572
- Library of Congress Control Number: n81050732
- Nationale Bibliotheek van Israël: 987007403547105171
- Nederlandse Thesaurus van Auteursnamen: 153431628
- Virtual International Authority File: 162307434
- WorldCat: E39PBJqk4TjpMPg8hmcQFtB9Dq